# Solpap
Solpap, s.r.o. je český výrobce a dodavatel přepravních a spotřebitelských obalů z vlnité lepenky se sídlem v Třebechovicích pod Orebem. Společnost byla založena v roce 1999 a v roce 2025 zaměstnávala přibližně 75 osob.

## Předmět podnikání a obory činnosti
Společnost se specializuje na výrobu a potisk přepravních a spotřebitelských obalů, které dodává zákazníkům z různých průmyslových odvětví, jako jsou strojírenství, sklářství, potravinářství, elektrotechnika, farmacie nebo zdravotnictví. Ročně zpracuje přes 12–14 milionů m² vlnité lepenky.
Obaly jsou distribuovány nejen na území České republiky, ale také do dalších evropských zemí, například na Slovensko, do Německa, Rakouska a Dánska.

## Historie
Počátky společnosti sahají do roku 1938, kdy František Nutil, dědeček současného[kdy?] jednatele, založil kartonážku v Solnici. V následujících desetiletích podnik prošel znárodněním, privatizací i povodněmi.[zdroj?]
V roce 1999 byla v Třebechovicích pod Orebem byla založena společnost Solpap. Název byl odvozen od původního označení „Solnické papírny“, čímž firma navázala na svou historickou tradici. Od roku 2000 sídlí ve vlastních prostorách.[zdroj?]
V roce 2012 firma zahájila firma Solpap výrobu přepravních a spotřebitelských obalů z ekologické vlnité lepenky Next Board, která se vyznačuje kompaktnější geometrií vln a nižší spotřebou surovin při výrobě, což vede ke snížení ekologické zátěže v celém logistickém řetězci – od výroby přes dopravu až po skladování. Díky použití tohoto materiálu došlo k prokazatelnému snížení uhlíkové stopy obalů z vlnité lepenky o 15 %. Toto snížení potvrdily jak interní výpočty, tak laboratorní měření a nezávislé certifikace.
V roce 2015 Solpap rozšířil výrobu o plnobarevně potištěné obaly, stojany a dekorace prostřednictvím projektu Digipack, založeného na investici do nových technologií – především do digitálního ink-jetového tiskového stroje HP Scitex 15500 Corrugated Press zajišťujícího ekonomický potisk, povrchovou pevnost barvy a souvislý obraz bez nežádoucích pruhů.
V roce 2022 společnost uvedla technologii oboustranného potisku, umožňující tisknout současně na vnější i vnitřní stranu obalů při jednom průchodu strojem.

### Energetický mix
Od roku 2023 využívá výrobní závod v Třebechovicích obnovitelnou energii získávanou pomocí fotovoltaické elektrárny s maximálním výkonem 498,60 kWp, doplněné bateriovým úložištěm o kapacitě 242 kWh, které zajišťuje stabilní odběr energie i během krátkodobých výpadků nebo zvýšené spotřeby.

## Certifikace
Solpap je držitelem několika certifikací, jako jsou:
- ISO 9001, která potvrzuje zajištění konzistentní kvality produktů a služeb,[14]
- ISEGA, která potvrzuje vhodnost výrobků pro použití v potravinářském průmyslu,
- FSC, která sleduje původ dřeva a recyklátu ve výrobcích,[15]
- EcoVadis, která potvrzuje odpovědný a udržitelný přístup k podnikání.